# Prison d'Abashiri
La prison d'Abashiri (網走刑務所, Abashiri Keimusho) est une prison située dans la ville d'Abashiri, sur l'île d'Hokkaidō. Elle a ouvert ses portes en 1890. Prison la plus septentrionale du Japon, elle est située près de la rivière Abashiri, à l'est du Mont Tento. La population carcérale est composée de détenus condamnés à des peines de moins de dix ans.

## Histoire
En avril 1890, le gouvernement de Meiji envoya plus de 1 000 prisonniers politiques dans le village isolé d'Abashiri et les força à construire des routes pour le relier au sud plus peuplé. La prison d'Abashiri a acquis plus tard la réputation d'être une prison agricole autosuffisante et citée comme modèle pour d'autres dans tout le Japon,.
Une grande partie de la prison a brûlé dans un incendie de 1909 avant d'être reconstruite en 1912. Son nom actuel date de 1922. En 1984, la prison a déménagé dans un complexe moderne en béton armé.
En raison du succès du film Abashiri bangaichi (1965) et de ses suites, la prison est devenue une attraction touristique populaire. Elle est également connue pour ses poupées en bois nipopo (ニポポ) sculptées par les détenus.

## Musée

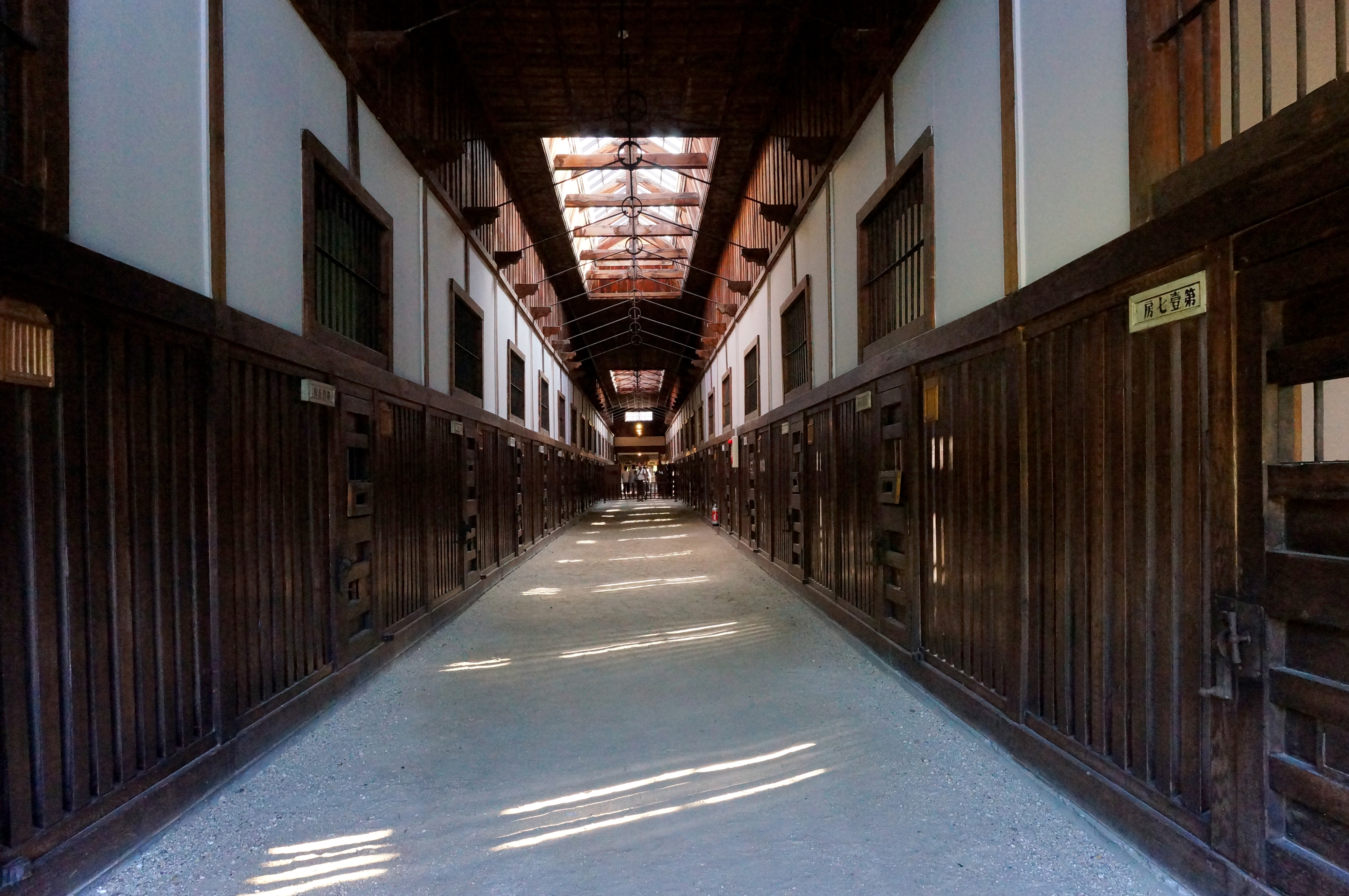
L'intérieur de la prison d'origine, l'un des biens culturels importants du musée de la prison d'Abashiri.

En 1983, des parties plus anciennes de la prison ont été déplacées à la base du mont Tento et fonctionnent comme un musée appelé le Musée de la Prison d'Abashiri (博物館網走監獄). C'est le seul musée pénitentiaire du pays. Depuis 2016, huit des bâtiments conservés au musée sont désignés comme bien culturel important par l'agence pour les Affaires culturelles,, tandis que trois autres sont enregistrés comme biens culturels tangibles.